# Endotrichum obtusifolium
Endotrichum obtusifolium là một loài Rêu trong họ Pterobryaceae. Loài này được (Thwaites & Mitt.) A. Jaeger miêu tả khoa học đầu tiên năm 1877.